# Могила Арутюна Аламдаряна
Могила Арутюна Аламдаряна — памятник истории федерального значения в Ростове-на-Дону, находящийся на территории мемориального комплекса «Сурб Хач».на могильной плите указана дата рождения 1799 хотя во всех источниках значится 1795 год

## История
Арутюн Аламдарян — известный армянский поэт, переводчик, богослов и общественный деятель. Автор первого русско-армянского словаря. Родился в 1795 году в Астрахани. Его считают первым армянским поэтом-романтиком.
В 1831 году Арутюн Аламдарян поселился в Новом Нахичевани, как тогда называлось поселение армян на Дону, и жил в обществе старых друзей — своего учителя С. Патканяна и его сына, местного священнослужителя, поэта-любителя и педагога Г. Патканяна. Был назначен настоятелем монастыря Сурб Хач в поселении Мясникован и трагически погиб в 1834 году при разбойном нападении на обитель. Похоронен у стен церкви.

## Описание
Могила Арутюна Аламдаряна выделена в отдельный объект охраны культурного наследия народов России как памятник истории федерального значения постановлением Совета Министров РСФСР "О дополнении и частичном изменении постановления Совета Министров РСФСР от 30 августа 1960 г. № 1327 «О дальнейшем улучшении дела охраны памятников культуры в РСФСР». У стен Сурб Хача похоронены также два последователя Арутюна Аламдаряна — армянский поэт Рафаэл Патканян, и его приятель и коллега — Микаэл Налбандян. И могила Р. Патканяна, и могила М. Налбандяна являются памятниками истории федерального значения.